# Dekanat Łódź-Śródmieście
Dekanat Łódź-Śródmieście – dekanat należący do archidiecezji łódzkiej.
W skład dekanatu wchodzi 8 parafii:
- Parafia Archikatedralna Świętego Stanisława Kostki w Łodzi (z bazyliką archikatedralną przy ulicy Piotrkowskiej 265).
- Parafia Matki Boskiej Zwycięskiej (z kościołem sanktuarium przy ulicy Łąkowej 42).
- parafia Matki Bożej Fatimskiej  (z kościołem przy ulicy Kilińskiego 228)
- Parafia Najświętszego Imienia Jezus (z kościołem przy ulicy Sienkiewicza 60).
- Parafia Podwyższenia Świętego Krzyża (z kościołem przy ulicy Sienkiewicza 38).
- Parafia Świętego Mateusza Ewangelisty (z kościołem przy ulicy 28 Pułku Strzelców Kaniowskich 20).
- Parafia Świętej Faustyny Kowalskiej (z kościołem przy placu Niepodległości 1).
- Parafia Świętej Urszuli Ledóchowskiej (z kościołem przy ulicy Obywatelskiej 60)